# 古里夫齊
49°47′55″N 28°46′9″E / 49.79861°N 28.76917°E
古里夫齊（烏克蘭語：Гурівці），是烏克蘭的村落，位於該國西南部文尼察州，由赫米利尼克區負責管轄，始建於1670年，面積17.02平方公里，海拔高度269米，2001年人口627，人口密度每平方公里36.83人。